# Зеленцов Валентин Михайлович
Валентин Михайлович Зеленцов (рос. Валентин Михайлович Зеленцов; (нар. 5 липня 1908 — пом. 4 листопада 1962) — радянський військовик-артилерист, Герой Радянського Союзу (1945), у роки німецько-радянської війни командувач артилерією 29-го гвардійського стрілецького корпусу 8-ї гвардійської армії 1-го Білоруського фронту.

## Біографія
Народився 5 липня 1908 року в місті Санкт-Петербурзі в сім'ї робітника. Росіянин. Член КПРС з 1937 року. Закінчив неповну середню школу і два курси професійно-технічної школи.
У 1925 році призваний в ряди Червоної Армії.
У 1929 році закінчив Ленінградську артилерійську школу, а в 1932 році — фотограмметричні курси.
До 8 липня 1940 року знаходився на посаді командира 530-го гаубичного артилерійського полку. Потім призначений командиром 3-го гаубичного артилерійського полку 3-ї танкової дивізії.
У боях німецько-радянської війни з червня 1941 року. Воював на 1-му Білоруському фронті. Брав участь в звільненні Польщі.
У січні-лютому 1945 року в боях на підступах і в місті-фортеці Познані (Польща) гвардії полковник В. М. 3еленцов уміло організував артилерійський наступ, в ході якого противникові була нанесена значна втрата в живій силі і техніці.
Указом Президії Верховної Ради СРСР від 31 травня 1945 року за зразкове виконання завдань командування після знищення живої сили і техніки супротивника і проявлені при цьому мужність і героїзм гвардії полковникові Валентину Михайловичу Зеленцову присвоєне звання Героя Радянського Союзу з врученням ордена Леніна і медалі «Золота Зірка» (№ 6744).

Надгробок Валентина Зеленцова

У 1948 році закінчив Вищі академічні курси при Військовій академії Генерального штабу.
З 1958 року генерал-майор В. М. 3еленцов у запасі. Жив в Києві. Помер 4 листопада 1962 року. Похований на Лук'янівському військовому цвинтарі.

## Нагороди
Нагороджений двома орденами Леніна, п'ятьма орденами Червоного Прапора, орденом Суворова 2-го ступеня, орденом Кутузова 2-го ступеня, орденом Богдана Хмельницького 2-го ступеня, орденом Червоної Зірки, медалями.